# Forelius analis
Forelius analis é uma espécie de formiga do gênero Forelius.